# Metropolregion Basel
| Metropolregion Basel | Metropolregion Basel                                                        |
| -------------------- | --------------------------------------------------------------------------- |
| Kantone:             | Basel-Stadt Basel-Landschaft Aargau Landkreis Lörrach Département Haut-Rhin |
| Fläche:              | 3600 km²                                                                    |
| Einwohner:           | 1'300'000                                                                   |
| Bevölkerungsdichte:  | 361 Einwohner pro km²                                                       |

Die Metropolregion Basel ist eine von fünf Metropolregionen der Schweiz, welche das schweizerische Bundesamt für Statistik (BFS) im Jahr 2000 definierte. Sie verfügt mit dem EuroAirport Basel-Mulhouse-Freiburg über einen internationalen Flughafen.

## Definition und Umfang
Die länderübergreifende Metropolregion Basel ist ein trinationaler Lebens- und Wirtschaftsraum. Gemäss dem Bundesamt für Raumentwicklung leben in diesem Gebiet, welches Teile der Schweiz, von Südwestdeutschland und Ostfrankreich umfasst, rund 1,3 Millionen Menschen.
Neben der Metropolregion Basel wurden in der Schweiz die Metropolregionen Zürich, Genf-Lausanne (Arc Lémanique), Bern und Tessin definiert. Inzwischen verzichtet das Bundesamt für Statistik allerdings auf diese Raumgliederung und verwendet die Begriffe Metropole und Metropolregion nicht mehr.

## Größte Gemeinden
| Kanton Basel-Stadt - Basel (176'329 Einwohner) - Riehen (22'408 Einwohner) | Kanton Basel-Landschaft - Allschwil (22'110 Einwohner) - Reinach (20'258 Einwohner) - Muttenz (18'234 Einwohner) - Pratteln (16'566 Einwohner) | Kanton Aargau - Rheinfelden (13'854 Einwohner) - Möhlin (11'349 Einwohner) - Kaiseraugst (5544 Einwohner) | Landkreis Lörrach - Lörrach (50.512 Einwohner) - Rheinfelden (Baden) (34.958 Einwohner) - Weil am Rhein (32.002 Einwohner) - Schopfheim (20.291 Einwohner) - Grenzach-Wyhlen (15.308 Einwohner) | Département Haut-Rhin - Hésingue (2902 Einwohner) - Saint-Louis (Haut-Rhin) (22.530 Einwohner) |